# Memorie in sei parole
Six-Word Memoirs (in italiano: Memorie in sei parole) è un progetto ideato da Smith Magazine, rivista di narrativa online statunitense, da cui è stata tratta una serie di libri.

## Storia
Nel novembre 2006, gli editori di Smith magazine Larry Smith e Rachel Fershleiser hanno chiesto ai loro lettori di raccontare la storia della loro vita in sole sei parole, prendendo ispirazione dal romanziere Ernest Hemingway (che, secondo la leggenda letteraria, una volta fu sfidato a scrivere un racconto in sole sei parole, il risultato fu: "In vendita: scarpe da neonato, mai usate"). I lettori di Smith hanno inviato i loro racconti tramite il sito: www.smithmag.net e l'account Twitter di Smith. All'inizio del 2007, Smith ha collaborato con Harper Perennial durante la stesura della serie di libri Six-Word Memoir.

## Libri di memorie in sei parole
Il primo libro della serie fu: Not Quite What I Was Planning: Six-Word Memoirs from Writers Famous & Obscure, ed è stato pubblicato all'inizio del 2008. All'interno del libro vi son quasi 1.000 racconti. Anche molte celebrità come Richard Ford, Deepak Chopra e Moby hanno partecipato scrivendo una loro mini storia. È stato un bestseller del New York Times, è apparso in molti articoli sul New Yorker ed è stato oggetto di un servizio nel Talk of the Nation della National Public Radio.

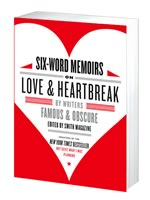
Copertina di Amore e crepacuore

All'inizio del 2009, Smith ha pubblicato un seguito, Memorie di sei parole su amore e crepacuore, contenente centinaia di storie personali sul romanticismo. Un altro seguito è stato pubblicato alla fine del 2009; Non riesco a mantenere i miei segreti: memorie in sei parole di Teens Famous & Obscure, questo ultimo libro tratta le esperienze della vita da adolescente. l'ultimo libro della serie, Tutto è cambiato in un istante: altre memorie in sei parole di Writers Famous & Obscure, è stato pubblicato all'inizio del 2010.

## Riconoscimenti
- Not Quite What I Was Planning è stato elencato come bestseller del New York Times nel 2008 nella categoria "consigli, istruzioni e varie".[4]
- Nell'aprile 2009, il Denver Post ha elencato Six-Word Memoirs on Love and Heartbreak come il quinto libro tascabile di saggistica più venduto nell'area di Denver secondo le vendite presso il Tattered Cover Book Store, Barnes & Noble a Greenwood Village, il Boulder Book Store, e Borders Books a Lone Tree.[10]

## Cultura di massa
Il formato delle memorie in sei parole è stato utilizzato come esercizio di scrittura dagli insegnanti, con esempi che vanno dalle classi di seconda elementare alle scuole universitarie; inoltre, HarperCollins ha creato una guida per incoraggiare il formato come strumento didattico. Le memorie in sei parole sono state utilizzate nei reparti ospedalieri, sono apparse in un elogio funebre e suggerite come forma di preghiera da un predicatore della Carolina del Nord. Video di memorie in sei parole di individui che vanno dall'adolescente Micah Gray all'autore di bestseller Daniel Handler sono stati pubblicati su YouTube. 6 Words Minneapolis, un progetto di arte pubblica, ha utilizzato il formato per costruire comunità ed empatia tra i cittadini di Minneapolis.